# Miramas
Miramas (okcitansko Miramàs) je mesto in občina v jugovzhodnem francoskem departmaju Bouches-du-Rhône regije Provansa-Alpe-Azurna obala. Leta 2006 je mesto imelo 24.517 prebivalcev.

## Geografija
Kraj se nahaja v pokrajini Provansi na severnem koncu lagune Étange de Berre, med Arlesom in Marseillom.

## Uprava
Občina Miramas je sestavni del kantona Istres-Sever, vključenega v okrožje Istres.

## Šport
V mestu je po javnih cestah v sezoni 1926 potekala dirka za Veliko nagrado Francije, na kateri je zmagal francoski dirkač Jules Goux z Bugattijem T39A. Med letoma 1925 in 1927 pa je v mestu potekala dirka za Veliko nagrado Provanse.